# Seohee Ham
Seohee Ham ou Seo Hee Ham (en coréen: 함서희), née le 8 mars 1987 est une pratiquante de kickboxing et de MMA sud-coréenne évoluant au sein de l'organisation Ultimate Fighting Championship dans la catégorie des poids pailles.

## Carrière en Kickboxing
Seohee Ham a commencé sa carrière professionnelle en kickboxing à Tokyo au Japon lors de l'évènement : CMA Festival 2: Ikuhisa Minowa Debut 10 Anniversary Tournament le 23 juillet 2007. Elle remporte ce premier combat l'opposant à Megumi Yabushita par décision unanime.

## Parcours en MMA

### Débuts
Seohee Ham commence sa carrière professionnelle en MMA le 16 février 2007 lors de l'évènement Deep: 28 Impact à Tokyo au Japon. Opposée à la Japonaise Hisae Watanabe, elle remporte sa première victoire par décision unanime.

### Ultimate Fighting Championship
Le 10 avril 2015, l'UFC annonce que Seohee Ham a contracté une blessure et doit déclarer forfait pour l'évènement UFC Fight Night 65 du 10 mai 2015. L'américaine Lisa Ellis la remplacera pour rencontrer l'australienne Bec Rawlings.

### Distinctions
- Ultimate Fighting Championship
  - Combat de la soirée (28 novembre 2015 face à Cortney Casey).

## Palmarès en MMA
| 24 combats     | 16 victoires | 8 défaites |
| Par KO         | 0            | 1          |
| Par soumission | 2            | 2          |
| Sur décision   | 14           | 5          |

| Résultat | Record | Adversaire        | Méthode                               | Événement                                               | Date              | Round | Temps | Lieu                            | Notes |
| -------- | ------ | ----------------- | ------------------------------------- | ------------------------------------------------------- | ----------------- | ----- | ----- | ------------------------------- | --- |
| Défaite  | 16-8   | Danielle Taylor   | Décision partagée                     | UFC Fight Night: Whittaker vs. Brunson                  | 26 novembre 2016  | 3     | 5:00  | Melbourne, Victoria, Australie  | |
| Défaite  | 16-7   | Bec Rawlings      | Décision unanime                      | UFC Fight Night: Hunt vs. Mir                           | 20 mars 2016      | 3     | 5:00  | Brisbane, Queensland, Australie | |
| Victoire | 16-6   | Cortney Casey     | Décision unanime                      | UFC Fight Night: Henderson vs. Masvidal                 | 28 novembre 2015  | 3     | 5:00  | Séoul, Corée du Sud             | Combat de la soirée |
| Défaite  | 15-6   | Joanne Calderwood | Décision unanime                      | The Ultimate Fighter: A Champion Will Be Crowned Finale | 12 décembre 2014  | 3     | 5:00  | Las Vegas, Nevada, États-Unis   | Débuts dans la catégorie poids paille (106 lb (48 kg))                                                                             |
| Victoire | 15-5   | Saori Ishioka     | Soumission (clé de bras)              | Deep Jewels 6                                           | 3 novembre 2014   | 2     | 2:43  | Tokyo, Japon                    | Défend le titre de championne de Deep Jewels poids plume (106 lb (48 kg))                                                          |
| Victoire | 14-5   | Alyona Rassohyna  | Décision unanime                      | Road FC 18                                              | 30 août 2014      | 2     | 5:00  | Séoul, Corée du Sud             | |
| Victoire | 13-5   | Shino VanHoose    | Décision unanime                      | Road FC - Korea 3: Korea vs. Brazil                     | 6 avril 2014      | 2     | 5:00  | Séoul, Corée du Sud             | |
| Victoire | 12-5   | Sadae Numata      | Décision unanime                      | Deep Jewels 2                                           | 4 novembre 2013   | 3     | 5:00  | Tokyo, Japon                    | Défend le titre de championne de Deep Jewels poids plume (106 lb (48 kg))                                                          |
| Victoire | 11-5   | Naho Sugiyama     | Décision unanime                      | Jewels 24th Ring                                        | 25 mai 2013       | 3     | 5:00  | Tokyo, Japon                    | Débuts dans la catégorie poids plume (106 lb (48 kg)) Remporte le titre de championne de Queen Jewels poids plume (106 lb (48 kg)) |
| Victoire | 10-5   | Ryo Mizunami      | Soumission (clé de bras)              | Gladiator: Dream, Power and Hope                        | 21 avril 2013     | 1     | 1:05  | Sapporo, Japon                  | Défend le titre de championne de CMA/KPW poids léger (115 lb (52 kg))                                                              |
| Défaite  | 9-5    | Ayaka Hamasaki    | TKO (arrêt du coin)                   | Jewels 17th Ring                                        | 17 décembre 2011  | 1     | 5:00  | Tokyo, Japon                    | Échoue à prendre le titre de championne de Queen Jewels poids léger (115 lb (52 kg))                                               |
| Victoire | 9-4    | Mei Yamaguchi     | Décision unanime                      | Jewels 15th Ring                                        | 9 juillet 2011    | 2     | 5:00  | Tokyo, Japon                    | |
| Victoire | 8-4    | Anna Saito        | Décision unanime                      | Gladiator 15: GI 2                                      | 6 mars 2011       | 2     | 5:00  | Kawasaki, Japon                 | Défend le titre de championne de CMA/KPW poids léger (115 lb (52 kg))                                                              |
| Victoire | 7-4    | Saori Ishioka     | Décision unanime                      | Deep: 52 Impact                                         | 25 février 2011   | 2     | 5:00  | Tokyo, Japon                    | |
| Défaite  | 6-4    | Ayaka Hamasaki    | Décision unanime                      | Jewels 11th Ring                                        | 17 décembre 2010  | 2     | 5:00  | Tokyo, Japon                    | Finale du championnat Queen Jewels poids léger 115 lb (52 kg))                                                                     |
| Victoire | 6-3    | Mika Nagano       | Décision partagée                     | Jewels 11th Ring                                        | 17 décembre 2010  | 2     | 5:00  | Tokyo, Japon                    | Second tour du championnat Queen Jewels poids léger 115 lb (52 kg))                                                                |
| Victoire | 5-3    | Mai Ichii         | Décision unanime                      | Jewels 9th Ring                                         | 31 juillet 2010   | 2     | 5:00  | Tokyo, Japon                    | Tour préliminaire du championnat Queen Jewels poids léger 115 lb (52 kg))                                                          |
| Victoire | 4-3    | Misaki Takimoto   | Décision unanime                      | Jewels 5th Ring                                         | 13 septembre 2009 | 2     | 5:00  | Tokyo, Japon                    | |
| Défaite  | 3-3    | Megumi Fujii      | Soumission (clé de bras)              | Smackgirl - Tournament 2008 Second Round                | 25 avril 2008     | 1     | 3:39  | Tokyo, Japon                    | Demi finale Poids léger World ReMix                                                                                                |
| Victoire | 3-2    | Saori Ishioka     | Décision unanime                      | Smackgirl - Tournament 2008 Opening Round               | 14 février 2008   | 2     | 5:00  | Tokyo, Japon                    | Quart de finale Poids léger World ReMix                                                                                            |
| Défaite  | 2-2    | Yuka Tsuji        | Décision unanime                      | Smackgirl 7th Anniversary: Starting Over                | 26 décembre 2007  | 3     | 5:00  | Tokyo, Japon                    | Championnat Poids léger Smackgirl                                                                                                  |
| Victoire | 2-1    | Ayumi Saito       | Décision unanime                      | Smackgirl 2007: Queens' Hottest Summer                  | 6 septembre 2007  | 2     | 5:00  | Tokyo, Japon                    | |
| Défaite  | 1-1    | Miku Matsumoto    | Soumission (étranglement en triangle) | Deep: clubDeep Toyama: Barbarian Festival 6             | 13 mai 2007       | 2     | 3:44  | Toyama, Japon                   | |
| Victoire | 1-0    | Hisae Watanabe    | Décision unanime                      | Deep: 28 Impact                                         | 16 février 2007   | 2     | 5:00  | Tokyo, Japon                    | |